# Васильев, Александр Филиппович
Алекса́ндр Фили́ппович Васи́льев (1902, с. Старое Рахино, Новгородская губерния — 1984, Москва) — советский военный разведчик и военный дипломат, кадровый сотрудник Главного разведывательного управления Генерального штаба РККА, личный секретарь-референт И.В. Сталина по вопросам военно-дипломатического сотрудничества с союзниками СССР во Второй мировой войне, представитель СССР в Военно-штабном комитете ООН, последняя должность — начальник Отдела внешних сношений Генерального штаба Советской армии, генерал-лейтенант (1944). Почётный гражданин Белгорода.
Свободно владел украинским, белорусским и польским языками. Обнаружил блестящие лингвистические способности и во время обучения в Военной академии Рабоче-Крестьянской Красной Армии имени М. В. Фрунзе, где также прошёл курс обучения немецкому и английскому языкам; последним владел в совершенстве.

## Биография
Родился в крестьянской семье, окончил высшее начальное училище в 1917. В Красной Армии с 1 июня 1920, участник Гражданской войны в бывшей Российской империи; в 1920—1921 воевал на Украине против войск Врангеля и Нестора Махно. Красноармеец отряда Частей особого назначения, Сводной дивизии Харьковской бригады, караульной роты Крестецкого уездного военкомата с июня 1920 по август 1922.
В 1922 командирован в Петроград, где до 1926 учился в 1-й Ленинградской военной школе имени Красного Октября. В 1925 вступил в члены Ленинградской городской партийной организации РКП(б).
С октября 1926 по ноябрь — краском, командир взвода учебной батареи, адъютант 7-го конно-артиллерийского дивизиона 7-й кавалерийской дивизии. С ноября 1931 по март 1932 — в распоряжении Главного управления РККА.
С марта 1932 по май 1934 служил в Белорусском военном округе в должности помощника начальника 1-го сектора 6-го отдела Штаба округа. В Борисове встретил и затем женился на Брониславе Викентьевне урождённой Гурской, с которой имел двух детей — мальчика и девочку.
В 1937 окончил Специальный факультет Военной академии РККА имени М. В. Фрунзе; выпускался как военный разведчик и дипломат. Обнаружил лингвистические способности к изучению иностранных языков. На Специальном факультете, помимо военного страноведения и специальных дисциплин, изучил немецкий и английский языки.
В сентябре-декабре 1937 зачислен штатным сотрудником в Разведывательное управление РККА — Разведывательное управление Генштаба Красной армии: майор, временно исполняющий должность начальника, а затем с декабря 1937 по май 1939 — начальник 10-го отдела; вместе с тем с февраля 1939 — временно исполняющий обязанности помощника начальника, а затем с мая 1939 по август 1940 — заместитель начальника Управления по военным округам и связи, одновременно с мая по июль 1939 — начальник 4-го отдела Разведывательного управления Генштаба РККА. С августа 1940 по июнь 1941 — в распоряжении центрального аппарата Разведывательного управления.

### Вторая мировая война
В 1939 году Александр Филиппович участвовал в походе Красной армии в Западную Украину и Западную Белоруссию. С осени этого же года — принимал участие в боевых действиях в Советско-финской войне 1939—1940 годов.

### На советско-германском фронте в 1941—1942 годах
За день до нападения Германии на Советский Союз, 21 июня 1941 в связи с созданием по приказу Генерального штаба РККА Южного фронта, назначен на должность Начальника Разведывательного отдела штаба фронта и тайно убыл из Москвы на Полевой командный пункт Южного фронта, где в структуре штаба фронта поступил в оперативное подчинение непосредственно командующему Ивану Тюленеву, одновременно находясь в подчинении Разведывательного управления Генерального штаба РККА.
В целях подготовки к открытию боевых действий руководил оперативной тактической военной разведкой в тылу противника и собственной агентурной сетью стратегической разведки фронта. За подписью А. Ф. Васильева Разведуправление Генерального штаба РККА получило Разведывательное донесение № 01. На основе имевшихся разведывательных данных, полученных из различных источников, своевременно предупредил командующего фронтом и начальника штаба о критической концентрации частей Вермахта, Люфтваффе и Кригсмарине на театре военных действий Южного фронта. Параллельно осуществлял непрерывное оповещение Разведуправления Генерального штаба в Москве о возможности внезапного нападения Германии на Советский Союз.
После нападения Германии на СССР 22 июня 1941 года и открытия боевых действий на Восточном фронте отступал вместе с частями РККА на Восток. Позднее перемещён на пост заместителя начальника штаба Северной группы войск Закавказского фронта.

### Военно-дипломатическая деятельность
С высадкой Объединённых англо-американских сил в Северной Африке по личному распоряжению Верховного Главнокомандующего РККА Иосифа Сталина, формально — приказом Начальника Генерального штаба — предположительно в феврале 1943 года Васильев назначен Главным советником советской военно-дипломатической миссии и направлен в Северную Африку в Штаб союзнических войск в Алжире. Перед отправкой на Африканский континент 14 февраля 1943 года Васильеву присвоено воинское звание генерал-майор. По официальной военно-дипломатической линии установил контакт с Командующим экспедиционными силами союзников Дуайтом Эйзенхауэром.
23 февраля совместно с генералом армии Жоржем Катру, генерал-губернатором Алжира — в то время заморских колониальных владений Франции — генерал-майор Васильев принимал Военный парад, посвященный 25-й годовщине создания Красной армии.
С лета 1943 находился при Штабе англо-американских войск Союзников, наблюдая за боевыми действиями по высадке экспедиционных сил на острове Сицилия и побережье Италии.
С ноября 1944 в связи проведением операции «Оверлорд» по высадке союзнических войск в Нормандии и открытием "второго фронта" в Европе — Начальник советской военной миссии в Великобритании до апреля 1945. Его деятельность на этом посту оценивается как успешная.

### Основание Организации Объединенных Наций
По указанию Иосифа Сталина вместе с Андреем Громыко включён в состав советской делегации, участвовавшей в Международной конференции в Сан-Франциско, где с апреля по июнь 1945 года работал по выработке Устава ООН как военный эксперт высшего ранга.
Начальник специальной группы Штаба Советской военной администрации в Германии с июля по сентябрь 1945, заместитель Начальника штаба СВАГ с сентября 1945.
Представитель СССР в Военно-штабном комитете ООН с сентября 1947 по январь 1950.

### Служба в Министерстве обороны СССР
Начальник Управления внешних сношений Министерства обороны СССР с апреля 1950.

### В отставке
После смерти Сталина в результате политических чисток в высших руководящих сферах армии и разведки был отправлен в отставку. В дальнейшем как военный пенсионер более не привлекался к работе в Главном разведывательном управлении Генерального штаба ВС СССР.

## Память
После Второй мировой войны удостоен звания «Почётный гражданин города Белгорода».
Маршал Советского Союза, летом 1941 на Советско-германском фронте — полковник Оперативного отдела, Иван Баграмян описал встречу с Начальником разведывательного отдела Южного фронта полковником А. Ф. Васильевым летом 1941 в своей книге «Так начиналась война», изданной в 1971.

## Воинские звания
- Генерал-майор (14 февраля 1943), предположительно звание присвоено в связи с предстоящей особой секретной разведывательной и военно-дипломатической миссией в Северной Африке[источник не указан 3777 дней];
- Генерал-лейтенант (24 октября 1944), предположительно звание присвоено за отличие в выполнении военно-политической и военно-технической разведывательной работы стратегического уровня и успешной деятельности как военного дипломата высшего ранга[источник не указан 3777 дней].

## Награды
Награждён орденом Ленина, тремя орденами Красного Знамени, орденом Кутузова II-й степени, орденом Красной Звезды, медалью «XX лет РККА» и другими медалями.